# Hästetjärnet, Bohuslän
Hästetjärnet är en sjö i Munkedals kommun i Bohuslän och ingår i Örekilsälvens huvudavrinningsområde.